# Florida Championship Wrestling
Florida Championship Wrestling (FCW) — американский рестлинг-промоушен, образованный на основе бывшего промоушена National Wrestling Alliance, Championship Wrestling from Florida, который функционировал с 1961 по 1987 год. С октября 2007 года по август 2012 года промоушен служил официальной территорией развития WWE. В августе 2012 года WWE переименовала Florida Championship Wrestling в NXT, а сюжетные линии и титулы были упразднены.
В марте 2020 года на WWE Network вышел документальный фильм под названием «Будущее WWE: история FCW» о рестлерах, которые прошли через систему FCW.

## История
Промоушен был основан Стивом Кейрном в 2007 году и стал второй территорией развития WWE, когда они прекратили отношения с Deep South Wrestling из Джорджии в апреле 2007 года. Он стал единственной территорией развития в начале 2008 года, когда они прекратили отношения с Ohio Valley Wrestling.
Дебютное шоу FCW состоялось 26 июня 2007 года в Тампе, Флорида. Во время шоу был проведен «Баттл-роял» из 21 человека, в которой был определён первый в истории Южный чемпион FCW в тяжёлом весе. В следующем году был введен титул чемпиона Флориды в тяжелом весе, первым чемпионом которого стал Джейк Хагер. В феврале также было введено командное чемпионство Флориды, в финале однодневного турнира «Пуэрто-риканские кошмары» (Эдди Колон и Эрик Перес) победили Стивена Левингтона и Хита Миллера. Позже одиночные титулы были объединены.
7 июля 2008 года WWE подтвердила, что FCW был основан на оригинальном независимом промоушене Championship Wrestling from Florida, который функционировал с 1961 по 1987 год. Концовка программы состояла из различных клипов из концовок программ CWF, с классической фразой Гордона Солье «До встречи из Солнечного штата», сопровождаемой подмигиванием и взмахом двух пальцев вверх.
20 марта 2012 года стало известно, что WWE прекратит работу Florida Championship Wrestling, однако позже это заявление было опровергнуто после того, как Стив Кейрн опроверг это утверждение. Исполнительный вице-президент WWE по кадрам и живым мероприятиям Трипл Эйч заявил, что WWE будет наращивать свою систему развития, а не закрывать её.
В августе 2012 года WWE отказалась от названия FCW, деактивировала титулы и начала проводить все свои мероприятия по развитию и операции под брендом NXT. WWE использовала название NXT для телевизионной программы, в которой новички из FCW соревновались, чтобы стать рестлерами основного ростера WWE, хотя аспекты реалити-шоу были отменены ранее в 2012 году.